# Maschera di sottorete
La maschera di sottorete (in inglese subnet mask), nell'ambito di una rete TCP/IP, è un parametro di configurazione che definisce la dimensione (intesa come intervallo di indirizzi) della sottorete IP, o subnet, a cui appartiene un host, al fine di ridurre il traffico di rete e facilitare la ricerca e il raggiungimento di un determinato host con relativo indirizzo IP.

## Descrizione
La modalità di definizione delle sottoreti correntemente in uso su Internet, il Classless Inter-Domain Routing (CIDR), consente di indicare una sottorete in maniera sintetica, con il primo IP della sottorete seguito dalla notazione decimale della maschera di sottorete.
La notazione usata per esprimere indirizzi CIDR è la seguente: a.b.c.d/x, dove x è la maschera di sottorete, il numero di bit (contati partendo dal più significativo a sinistra) che compongono la parte di indirizzo della rete.
L'IP a.b.c.d. è l'indirizzo di rete della sottorete, ricavabile ponendo i primi x bit pari a 1 gli altri pari a 0.
I rimanenti {\displaystyle {\displaystyle y=(32-x)}} bit consentono di calcolare il numero di indirizzi IP assegnati alla sottorete, pari a {\displaystyle {\displaystyle (2^{y}-2)}}. Il {\displaystyle {\displaystyle (-2)}} è dovuto al fatto che il primo e l'ultimo indirizzo di ogni rete non sono assegnabili ad alcun host, in quanto riservati rispettivamente come indirizzo della rete della sottorete (usato ad esempio nelle tabelle dei router) e come indirizzo di broadcast (ovvero un indirizzo che comprende indistintamente ogni altro indirizzo all'interno di quella rete: viene usato ad esempio in alcuni protocolli di routing).
Da notare che la maschera di sottorete /24 ha il numero di bit 1 consecutivi presenti nella maschera, dopodiché i rimanenti sono tutti 0; 255.255.255.0 rappresenta un valore binario formato esattamente da ventiquattro bit 1 seguiti da otto bit 0.
```
/24           ->  11111111.11111111.11111111.00000000
255.255.255.0 ->  11111111.11111111.11111111.00000000
```

Dalla maschera di sottorete si deduce facilmente anche il numero massimo di host presenti nella sottorete considerata: con n bit per gli host si hanno 2n possibili valori, e in particolare si potranno assegnare 2n–2 indirizzi validi alle macchine (o più in generale alle interfacce di rete) di tale sottorete. Tale relativa limitazione è dovuta al fatto che due degli indirizzi di qualsiasi rete (o sottorete) assumono un significato particolare e non sono quindi utilizzabili: 
- l'indirizzo con tutti i bit della parte host a 0 identifica la rete stessa;
- l'indirizzo con tutti i bit della parte host a 1 indica il broadcast (messaggio inviato a tutte le macchine della rete).

Più precisamente:
Per determinare il numero massimo di indirizzi utili in una sottorete basta contare il numero {\displaystyle {\displaystyle n}} di bit 0 a destra della maschera di sottorete, porre n come esponente di 2, e sottrarre a ciò i due indirizzi riservati (uno indica la sottorete stessa, l'altro è usato per fare broadcast). La formula è dunque {\displaystyle {\displaystyle 2^{n}-2}}.
Usando la notazione decimale classless (es: w.x.y.z/m), è altresì possibile calcolare il numero massimo di indirizzi utili con la formula {\displaystyle \displaystyle 2^{(32-m)}-2}, del tutto equivalente a quella precedente. Infatti m indica il numero di bit 1 presenti nella maschera di sottorete, quindi {\displaystyle \displaystyle m+n=32}.
Quando il sistema operativo (più precisamente: il livello IP dello stack TCP/IP) riceve da un programma la richiesta di inviare un pacchetto IP ad un certo indirizzo IP destinatario, per prima cosa calcola l'AND logico fra la maschera di sottorete e il proprio indirizzo IP, e lo confronta con l'AND logico tra la maschera di sottorete e l'indirizzo IP di destinazione. Se il risultato delle operazioni è identico (cioè i bit che identificano l'id di rete, o net ID, sono identici, mentre variano solo i bit dell'id di host) allora invierà il pacchetto nella rete locale indirizzandolo con l'indirizzo di rete locale del PC destinatario (se non conosce tale indirizzo userà il protocollo ARP per trovarlo); se invece il risultato delle operazioni è differente significa che il computer destinatario non appartiene alla rete locale, e il pacchetto verrà trasmesso al gateway della rete locale affinché lo instradi verso la rete remota che contiene il computer destinatario.
Fino a che ci sono 8 bit per definire l'host ID in una sottorete /24, ci sono sei modi differenti in cui una rete può essere mascherata. Ognuno corrisponde ad una differente sottorete personalizzata, quando viene creata cambiando i bit allocati per la sottorete ID da 0 a 1
Consideriamo una sottorete /24 (ad esempio 192.168.45.0). Ci sono 8 bit nella host ID di default, che permettono di avere sei differenti opzioni di mascheratura (non è possibile utilizzare i bit 7 e 8 per definire la sottorete ID). Supponiamo di utilizzare 3 bit per definire la sottorete ID e lasciare gli altri 5 per l'host ID.
Per determinare la maschera di sottorete, partiamo dalla seguente sottorete /24:
```
   11111111 11111111 11111111 00000000
```

Cambiamo adesso i primi tre 0 che troviamo a partire da sinistra in 1, per ottenere la maschera di sottorete personalizzata:
```
   11111111 11111111 11111111 11100000
```

in formato decimale viene tradotta così 255.255.255.224

### Funzionamento
Una volta individuata la sottorete di appartenenza il protocollo IP opererà l'instradamento indiretto tramite la parte Net-Id dell'indirizzo IP per raggiungere quella sottorete, seguito poi dall'instradamento diretto tramite l'Host-Id per raggiungere l'host in quella sottorete tramite i protocolli della sottorete locale.
La maschera di sottorete permette al dispositivo di rete di ricercare il destinatario all'interno di un intervallo ben definito senza dover ricorrere all'uso di un router che funga da gateway con un'altra rete.
Per esempio se si vuole sapere o indicare da quanti host è composta la rete che utilizziamo occorre scrivere in forma decimale 'puntata', cioè con un indirizzo di 32 bit scritto sotto forma di 4 numeri decimali (8 bit ciascuno) separati da un punto.

### Precisazioni
L'indirizzo di sottorete è l'indirizzo di una intera sottorete (192.168.0.0/16).
Qui, per sottorete, intendiamo un insieme di macchine tali da appartenere allo stesso dominio di broadcast.
La maschera di sottorete è un numero che denota quale parte di un indirizzo IP identifica la (sotto) rete e quale l'host.
Considerato che stiamo parlando del livello IP, è più appropriato usare il termine router piuttosto che gateway.

## Un esempio pratico
Supponiamo che il protocollo IP del nostro computer sia configurato come segue:
- indirizzo IP: 192.168.32.97
- maschera di sottorete: 255.255.255.224
- ovvero 192.168.32.97/27

e che richiediamo di connetterci all'indirizzo IP 192.168.32.130;
Prima di tutto trasformiamo in notazione binaria gli indirizzi IP e la maschera di sottorete:
```
192.168.032.097 = 11000000.10101000.00100000.01100001
192.168.032.130 = 11000000.10101000.00100000.10000010

255.255.255.224 = 11111111.11111111.11111111.11100000
```

Allora il livello IP calcolerà:
```
11000000.10101000.00100000.01100001 
AND
      (192.168.032.097)
11111111.11111111.11111111.11100000 =        (255.255.255.224)
-------------------------------------

11000000.10101000.00100000.011
00000          (192.168.032.096)
```

Ora ripetiamo l'operazione con l'IP di destinazione:
```
11000000.10101000.00100000.10000010 
AND
      (192.168.032.130)
11111111.11111111.11111111.11100000 =        (255.255.255.224)
-------------------------------------

11000000.10101000.00100000.100
00000          (192.168.032.128)
```

I risultati 192.168.32.96 e 192.168.32.128 indicano due sottoreti differenti, e quindi le macchine appartengono a sottoreti differenti.
Notiamo che con una maschera di sottorete 255.255.255.224 è possibile avere un intervallo di 30 indirizzi utili per sottorete, in quanto 2(32-27) - 2 = 25 - 2 = 30.
L'indirizzo 192.168.32.97 appartiene all'intervallo tra 192.168.32.96 e 192.168.32.127
L'indirizzo 192.168.32.130 appartiene all'intervallo tra 192.168.32.128 e 192.168.32.159
Se l'IP destinazione fosse stato 192.168.32.100, i due indirizzi avrebbero indicato macchine appartenenti alla medesima sottorete:
```
11000000.10101000.00100000.01100100 
AND
      (192.168.032.100)
11111111.11111111.11111111.11100000 =        (255.255.255.224)
-------------------------------------

11000000.10101000.00100000.011
00000          (192.168.032.096)
```

ESEMPIO: come trovare la maschera di sottorete della sottorete 61.161.16.224/27
27 rappresenta il numero di bit 1 più significativi della maschera di sottorete
32-27 = 5 rappresenta il numero di bit 0 meno significativi della maschera di sottorete, quindi:
```
11111111.11111111.11111111.11100000  =  255.255.255.224
```

Si noti che la maschera di sottorete è un numero, mentre la sottorete rappresenta un insieme di indirizzi IP. È quindi possibile, e del tutto normale, che sottoreti differenti (es 192.168.0.0/16, 132.144.0.0/16) abbiano la stessa maschera di sottorete (in questo caso: 255.255.0.0)
La seguente tabella esemplifica i metodi di utilizzo della rappresentazione delle sottoreti.
| Notazione CIDR | Host Bits | Maschera        | Host nella sottorete | Uso tipico                                           |
| -------------- | --------- | --------------- | -------------------- | ---------------------------------------------------- |
| /8             | 24        | 255.0.0.0       | 16777214 = 224 - 2   | Allocazione più grande possibile per IANA            |
| /9             | 23        | 255.128.0.0     | 8388608 = 223        |                                                      |
| /10            | 22        | 255.192.0.0     | 4194304 = 222        |                                                      |
| /11            | 21        | 255.224.0.0     | 2097152 = 221        |                                                      |
| /12            | 20        | 255.240.0.0     | 1048576 = 220        |                                                      |
| /13            | 19        | 255.248.0.0     | 524288 = 219         |                                                      |
| /14            | 18        | 255.252.0.0     | 262144 = 218         |                                                      |
| /15            | 17        | 255.254.0.0     | 131072 = 217         |                                                      |
| /16            | 16        | 255.255.0.0     | 65536 = 216          |                                                      |
| /17            | 15        | 255.255.128.0   | 32768 = 215          | ISP / grandi aziende                                 |
| /18            | 14        | 255.255.192.0   | 16384 = 214          | ISP / grandi aziende                                 |
| /19            | 13        | 255.255.224.0   | 8192 = 213           | ISP / grandi aziende                                 |
| /20            | 12        | 255.255.240.0   | 4096 = 212           | Piccoli ISP / grandi aziende                         |
| /21            | 11        | 255.255.248.0   | 2048 = 211           | Piccoli ISP / grandi aziende                         |
| /22            | 10        | 255.255.252.0   | 1024 = 210           |                                                      |
| /23            | 9         | 255.255.254.0   | 512 = 29             |                                                      |
| /24            | 8         | 255.255.255.0   | 256 = 28             | LAN ampia                                            |
| /25            | 7         | 255.255.255.128 | 128 = 27             | LAN ampia                                            |
| /26            | 6         | 255.255.255.192 | 64 = 26              | Piccola LAN                                          |
| /27            | 5         | 255.255.255.224 | 32 = 25              | Piccola LAN                                          |
| /28            | 4         | 255.255.255.240 | 16 = 24              | Piccola LAN                                          |
| /29            | 3         | 255.255.255.248 | 8 = 2³               | La più piccola rete multi-host                       |
| /30            | 2         | 255.255.255.252 | 4 = 2²               | "Glue network" (collegamenti punto-punto)            |
| /31            | 1         | 255.255.255.254 | 2 = 21               | Usato raramente, collegamenti punto-punto (RFC 3021) |
| /32            | 0         | 255.255.255.255 | 1 = 20               | Route verso un singolo host                          |

```
   hosts   subn/c  subn/c  subn/b  subn/b  bits hex-mask dec-mask
                   strict          strict
```

```
       2     64      62    16384   16382     2  fffffffc 255.255.255.252
       6     32      30     8192    8190     3  fffffff8 255.255.255.248
      14     16      14     4096    4094     4  fffffff0 255.255.255.240
      30      8       6     2048    2046     5  ffffffe0 255.255.255.224
      62      4       2     1024    1022     6  ffffffc0 255.255.255.192
     126      2       0      512     510     7  ffffff80 255.255.255.128
     254                     256     254     8  ffffff00 255.255.255.0
     510                     128     126     9  fffffe00 255.255.254.0
    1022                      64      62    10  fffffc00 255.255.252.0
    2046                      32      30    11  fffff800 255.255.248.0
    4094                      16      14    12  fffff000 255.255.240.0
    8190                       8       6    13  ffffe000 255.255.224.0
   16382                       4       2    14  ffffc000 255.255.192.0
   32766                       2       0    15  ffff8000 255.255.128.0
```

Gli intervalli di indirizzi ammissibili per una sottorete sono calcolabili a partire dalla sottorete stessa.
Ad esempio, la maschera di sottorete 255.255.255.248 vale:
```
11111111.11111111.11111111.11111000 (29 bit significativi)
```

Con questa maschera di sottorete potremo avere indirizzi IP con i primi 29 bit uguali e con gli ultimi 3 bit che vanno da 001 a 110 (essendo 000 e 111 riservati rispettivamente a rete e broadcast), quindi ad esempio partendo da indirizzi con 192.168.1 come primi 3 byte, possiamo avere
```
11000000.10101000.00000001.00000
001
    192.168.1.1
11000000.10101000.00000001.00000
010
    192.168.1.2
...
11000000.10101000.00000001.00000
110
    192.168.1.6
```

oppure:
```
11000000.10101000.00000001.01010
001
    192.168.1.81
11000000.10101000.00000001.01010
010
    192.168.1.82
...
11000000.10101000.00000001.01010
110
    192.168.1.86
```

e così via fino a:
```
11000000.10101000.00000001.11111
001
    192.168.1.249
11000000.10101000.00000001.11111
010
    192.168.1.250
...
11000000.10101000.00000001.11111
110
    192.168.1.254
```

Il tutto si può riassumere in una tabella, per semplicità solo per CIDR da 24 a 29:
| CIDR | Maschera        | Indirizzi totali | Rete | Intervalli indirizzi | Broadcast |
| ---- | --------------- | ---------------- | --- | --- | --- |
| /24  | 255.255.255.0   | 256              | 0 | 1-254 | 255 |
| /25  | 255.255.255.128 | 128              | 0 128 | 1-126 129-254 | 127 255 |
| /26  | 255.255.255.192 | 64               | 0 64 128 192 | 1-62 65-126 129-190 193-254 | 63 127 191 255 |
| /27  | 255.255.255.224 | 32               | 0 32 64 96 128 160 192 224                                                                                       | 1-30 33-62 65-94 97-126 129-158 161-190 193-222 225-254 | 31 63 95 127 159 191 223 255                                                                                       |
| /28  | 255.255.255.240 | 16               | 0 16 32 48 64 80 96 112 128 144 160 176 192 208 224 240                                                          | 1-14 17-30 33-46 49-62 65-78 81-94 97-110 113-126 129-142 145-158 161-174 177-190 193-206 209-222 225-238 241-254 | 15 31 47 63 79 95 111 127 143 159 175 191 207 223 239 255                                                          |
| /29  | 255.255.255.248 | 8                | 0 8 16 24 32 40 48 56 64 72 80 88 96 104 112 120 128 136 144 152 160 168 176 184 192 200 208 216 224 232 240 248 | 1-6 9-14 17-22 25-30 33-38 41-46 49-54 57-62 65-70 73-78 81-86 89-94 97-102 105-110 113-118 121-126 129-134 137-142 145-150 153-158 161-166 169-174 177-182 185-190 193-198 201-206 209-214 217-222 225-230 233-238 241-246 249-254 | 7 15 23 31 39 47 55 63 71 79 87 95 103 111 119 127 135 143 151 159 167 175 183 191 199 207 215 223 231 239 247 255 |

## Calcolo immediato dell'indirizzo di sottorete
Data una rete di cui si conoscono i bit che compongono la maschera di sottorete (m) e si vuole conoscere l'indirizzo della n-esima sottorete, si può utilizzare la formula:
{\displaystyle f(n)=(n-1){\frac {\displaystyle 2^{32-m}}{256}}}
```
Esempio:
Data la rete 138.81.0.0/25 trovare l'indirizzo della settima sottorete.

  

    

      

        
f

        
(

        
7

        
)

        
=

        
6

        

          
(

          

            

              

                
2

                

                  
32

                  
−

                  
25

                

              

              
256

            

          

          
)

        

        
=

        

          

            
6

            
2

          

        

        
=

        
3

      

    

    
{\displaystyle f(7)=6\left({\frac {2^{32-25}}{256}}\right)={\frac {6}{2}}=3}

  

```

```
Quindi l'indirizzo della settima sottorete sarà: 138.81.3.0.
```

```
Mentre la sottorete 6 avrà indirizzo:

  

    

      

        
f

        
(

        
6

        
)

        
=

        
5

        

          

            

              
2

              

                
7

              

            

            
256

          

        

        
=

        

          

            
5

            
2

          

        

        
=

        
2.5

      

    

    
{\displaystyle f(6)=5{\frac {2^{7}}{256}}={\frac {5}{2}}=2.5}

  

```

```
Si moltiplica la parte decimale (0.5) per 256
```

```

  

    

      

        
0.5

        
×

        
256

        
=

        
128

      

    

    
{\displaystyle 0.5\times 256=128}

  

```

```
e l'indirizzo della sesta sottorete è 138.81.2.128
```